# 许鹏 (1930年)
许鹏（1930年5月—2018年4月8日），男，汉族，江苏句容人，中华人民共和国政治人物，曾任新疆维吾尔自治区人大常委会副主任，第七届全国人大代表。